# Joseph de Puisaye

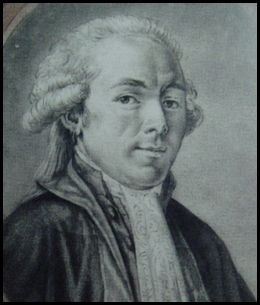
Joseph de Puisaye.

Joseph-Geneviève de Puisaye, född den 6 mars 1755 i Mortagne (i nuvarande departementet Orne), död den 13 september 1827 i Hammersmith i England, var en fransk greve och partigängare.
Puisaye blev 1791 maréchal de camp i franska armén. Genom sitt giftermål med en dotter till markisen av Ménilles erhöll han stora gods i Normandie och bildade där, då franska revolutionen tog en för rojalisterna alltmera hotande riktning, en rojalistisk trupp. Han blev emellertid 1793 slagen av konventets trupper och måste fly till Bretagne, där han sedermera blev främste ledaren av de rojalistiska rörelserna. Puisaye lyckades förmå engelska ministären till den bekanta expeditionen till Quiberon 1795, vilken dock misslyckades, och nya försök av Puisaye att på andra orter fortsätta striden mot republikanerna hade inte bättre framgång. Sommaren 1797 måste Puisaye lämna Bretagne. Han begav sig då till London och erhöll av engelska regeringen en landsträcka i Kanada. Efter freden i Amiens 1802 återvände han till London, där han utgav Mémoires du comte de Puisaye (6 band, 1805–1806), vilka väckte mycket uppseende. Även efter Bourbonska restaurationen 1814, kvarstannade Puisaye som naturaliserad brittisk medborgare i sitt nya hemland.